# Julia Nickson-Soul
Julia Nickson-Soul (Singapore, 11 settembre 1958) è un'attrice ed ex modella statunitense.

## Biografia
La Nickson-Soul nacque come Julia Nickson a Singapore, da padre britannico e da madre di discendenza cinese. Frequentò l'Università delle Hawaii.. Dopo aver aderito alla Chiesa nel 1996, è stata una praticante di Scientology fino al 2008.
I principali ruoli da lei interpretati al cinema sono stati in Rambo 2 - La vendetta, Ethan Mao e Half-Life. Nel 1988 fu la co-protagonista del film Chiari di luna di Lello Arena.

## Vita privata
Si è sposata nel 1987 con David Soul (attore e regista meglio conosciuto per il ruolo di "Hutch" nel programma televisivo Starsky & Hutch) per poi divorziare nel 1993. Ha una figlia: China Soul, cantante.

## Filmografia parziale

### Cinema
- Rambo 2 - La vendetta (Rambo: First Blood Part II), regia di George Pan Cosmatos (1985)
- Chiari di luna, regia di Lello Arena (1988)
- Glitch!, regia di Nico Mastorakis (1988)
- Ombre sulla Cina - China Cry, regia di James F. Collier (1990)
- K2 - L'ultima sfida (K2), regia di Franc Roddam (1991)
- Pugno d'acciaio (Sidekicks), regia di Aaron Norris (1992)
- Amityville: A New Generation, regia di John Murlowski (1993)
- Double Dragon, regia di James Yukich (1994)
- White Tiger - Operazione Tigre (White Tiger), regia di Richard Martin (1996)
- Il fascino del male (Devil in the Flesh), regia di Steve Cohen (1998)
- Life Tastes Good, regia di Philip Kan Gotanda (1999)
- Ethan Mao, regia di Quentin Lee (2004)
- Junior Pilot (Final Approach), regia di James Becket (2005)
- Blizhniy Boy: The Ultimate Fighter, regia di Erken Ialgashev (2007) – non accreditata
- Dim Sum Funeral, regia di Anna Chi (2008)
- Lost Warrior: Left Behind, regia di Erken Ialgashev (2008)
- Half Life, regia di Jennifer Phang (2008)
- One Kine Day, regia di Chuck Mitsui (2011)
- Beyond the Game, regia di Erken Ialgashev (2016)
- Ready Player One, regia di Steven Spielberg (2018)

### Televisione
- Magnum, P.I. – serie TV, 2 episodi (1982-1983)
- Airwolf – serie TV, episodio 3x12 (1985)
- Crime Story – serie TV, episodio 2x08 (1987)
- Harry's Hong Kong, regia di Jerry London – film TV (1987)
- Il re di Hong Kong (Noble House), regia di Gary Nelson – miniserie TV (1988)
- Star Trek: The Next Generation – serie TV, episodio 1x21 (1988)
- Il giro del mondo in 80 giorni (Around the World in 80 Days), regia di Buzz Kulik – miniserie TV (1989)
- Man Against the Mob: the Chinatown Murders, regia di Michael Pressman – film TV (1989)
- Figli della polvere (The Girl Who Came Between Them), regia di Mel Damski – film TV (1990)
- Silverfox, regia di Rod Holcomb – film TV (1991)
- The Fifth Corner – serie TV, 5 episodi (1992)
- I giustizieri della notte (Dark Justice) – serie TV, 2 episodi (1993)
- Kung Fu: la leggenda continua (Kung Fu: The Legend Continues) – serie TV, episodio 1x15 (1993)
- South of Sunset – serie TV, 1 episodio (1993)
- Babylon 5 – serie TV, 3 episodi (1994)
- Hawaii missione speciale (One West Waikiki) – serie TV, 2 episodi (1994-1995)
- Star Trek: Deep Space Nine – serie TV, episodio 2x15 (1994)
- Chicago Hope – serie TV, episodio 2x03 (1995)
- Marshal (The Marshal) – serie TV, 1 episodio (1995)
- SeaQuest - Odissea negli abissi (SeaQuest DSV) – serie TV, episodio 3x13 (1996)
- Walker Texas Ranger – serie TV, episodi 5x01-5x21-6x20 (1996-1998)
- Febbre d'amore (The Young and the Restless) – soap opera, 1 episodio (1999)
- L.A. Heat – serie TV, 1 episodio (1999)
- Nash Bridges – serie TV, 2 episodi (1999-2001)
- JAG - Avvocati in divisa (JAG) – serie TV, episodio 6x05 (2000)
- Power Rangers Wild Force – serie TV, episodio 1x21 (2002)
- The Division – serie TV, 1 episodio (2002)
- Il tempo della nostra vita (Days of Our Lives) – soap opera, 1 episodio (2003)
- Family Man, regia di Steven Schachter – film TV (2008)
- Castle – serie TV, episodio 1x03 (2009)
- Rex Is Not Your Lawyer, 1 episodio (2010)
- Girlfriends' Guide to Divorce – serie TV, episodio 2x07 (2016)

## Doppiatrici italiane
- Micaela Esdra in Rambo 2 - La vendetta, K2 - L'ultima sfida
- Laura Boccanera in Ombre sulla Cina - China Cry
- Loredana Nicosia in Il giro del mondo in 80 giorni
- Chiara Colizzi in Double Dragon